# The ZZ Top Sixpack
Albums de ZZ Top
Afterburner
(1985) Recycler
(1990)
The ZZ Top Sixpack, ou plus simplement Sixpack, est une compilation du groupe texan ZZ Top sortie en 1987. Elle regroupe l'intégralité des six premiers albums du groupe, à savoir ZZ Top's First Album (1971), Rio Grande Mud (1972), Tres Hombres (1973), Fandango! (1975), Tejas (1976) et El Loco (1981).
Tous les albums, à l'exception d'El Loco, furent remixés avec l'ajout de percussions et effets de guitares style années 1980, ceci pour donner à ces albums un son proche des deux gros succès du groupe que sont Eliminator et Afterburner.
Cette compilation n'entrera pas dans les charts.
Le design de la pochette a été réalisé par le graphiste américain Barry Edward Jackson (site).

## Liste des titres

### Disc 1
Toutes les pistes par Billy Gibbons, sauf indications.
- ZZ Top's First Album

1. (Somebody Else Been) Shakin' Your Tree – 2:32
2. Brown Sugar – 5:22
3. Squank (Gibbons, Dusty Hill, Bill Ham) – 2:46
4. Goin' Down To Mexico (Gibbons, Hill, Ham) – 3:26
5. Old Man (Gibbons, Hill, Frank Beard) – 3:23
6. Neighbor, Neighbor – 2:18
7. Certified Blues (Gibbons, Beard, Ham) – 3:25
8. Bedroom Thang – 4:37
9. Just Got Back From Baby's (Gibbons, Ham) – 4:07
10. Backdoor Love Affair (Gibbons, Ham) – 3:20

- Rio Grande Mud

1. Francine (Gibbons, Cordray, Perron) – 3:33
2. Just Got Paid (Gibbons, Ham) – 4:49
3. Mushmouth Shoutin' (Gibbons, Ham) – 3:41
4. Ko Ko Blue (Gibbons, Hill, Beard) – 4:56
5. Chevrolet – 3:47
6. Apologies to Pearly (Gibbons, Hill, Beard, Ham) – 2:39 (•)
7. Bar-B-Q – 3:34
8. Sure Got Cold After the Rain Fell – 6:49
9. Whiskey'n Mama (Gibbons, Hill, Beard, Ham) – 3:20
10. Down Brownie – 2:53

### Disc 2
- Tres Hombres

Toutes les pistes par Billy Gibbons, Dusty Hill & Frank Beard, sauf indications.
1. Waitin' for the Bus (Gibbons, Hill) - 2:59
2. Jesus Just Left Chicago - 3:30
3. Beer Drinkers & Hell Raisers - 3:23
4. Master of Sparks (Billy Gibbons) - 3:33
5. Hot, Blue and Righteous (Gibbons) - 3:14
6. Move Me on down the Line (Gibbons, Hill) - 2:32
7. Precious and Grace - 3:09
8. La Grange - 3:52
9. Sheik (Gibbons, Hill) - 4:05
10. Have You Heard? (Gibbons, Hill) - 3:15

- Fandango!

Toutes les pistes par Billy Gibbons, Dusty Hill et Frank Beard sauf indications.
1. Thunderbird (Live) – 4:08
2. Jailhouse Rock (Jerry Leiber, Mike Stoller) (Live à The Warehouse) – 1:57
3. Backdoor Medley (Live) – 9:25
  - Backdoor Love Affair (Gibbons, Ham) – 1:10
  - Mellow Down Easy (Willie Dixon) – 3:39
  - Backdoor Love Affair No. 2 (Gibbons) – 2:05
  - Long Distance Boogie – 2:32
4. Nasty Dogs and Funky Kings – 2:42
5. Blue Jean Blues – 4:43
6. Balinese – 2:39
7. Mexican Blackbird – 3:07
8. Heard it on the X – 2:24
9. Tush – 2:15

### Disc 3
- Tejas

Toutes les pistes par Billy Gibbons, Dusty Hill et Frank Beard sauf indications.
1. It's Only Love - 4:24
2. Arrested for Driving While Blind - 3:05
3. El Diablo - 4:20
4. Snappy Kakkie - 2:56
5. Enjoy and Get It On - 3:23
6. Ten Dollar Man - 3:42
7. Pan Am Highway Blues - 3:15
8. Avalon Hideaway - 3:07
9. She's a Heartbreaker - 3:02
10. Asleep in the Desert (Gibbons)3:24

- El Loco

1. Tube Snake Boogie – 3:03
2. I Wanna Drive You Home – 4:44
3. Ten Foot Pole – 4:19
4. Leila – 3:13
5. Don't Tease Me – 4:20
6. It's So Hard – 5:12
7. Pearl Necklace – 4:02
8. Groovy Little Hippie Pad – 2:40
9. Heaven, Hell or Houston – 2:32
10. Party on the Patio – 2:49

## Formation
- Billy Gibbons : chant, guitares
- Dusty Hill : basse, chant
- Frank Beard : batterie, percussions

## Controverse
Cette compilation est très critiquée par les fans. Il est dit par les amateurs de blues que ces mix pourraient contenir de la réverbération et qu'il est recommandé d'écouter à la place la compilation CD intitulée Chrome, Smoke and BBQ sortie en 2003. Il est également possible de trouver sur internet les versions originales, beaucoup plus stridentes et frémissantes que les remixes de 1987.